# آشپزی گابونی

موقعیت گابون

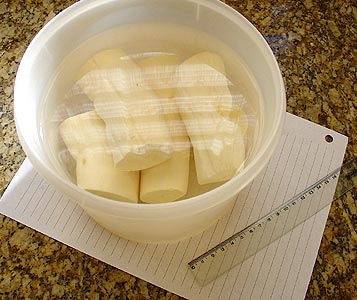
ریشه کاساو، پوست کنده. کاساو یک غذای اصلی مهم در گابن است

آشپزی گابونی سنت‌ها، شیوه‌های آشپزی و غذاهای مرتبط با گابن، کشوری مستقل در ساحل غربی آفریقای مرکزی است. آشپزی فرانسوی به شکل قابل توجهی رایج است و در شهرهای بزرگتر غذاهای مختلف فرانسوی موجود است. در مناطق روستایی معمولاً از مواد غذایی مانند کاساو، برنج و یام استفاده می‌شود.
گوشت‌ها، زمانی که در دسترس هستند شامل مرغ و ماهی و گوشت شکار مانند آنتلوپ، گراز وحشی و میمون است. سس‌ها اغلب مورد استفاده قرار می‌گیرند که خمیر بربره فلفل قرمز تند یک نمونه معمول است.
میوه‌ها عبارتند از موز، پاپایا، گواوا، انبه، آناناس، نارگیل، آووکادو و بادام زمینی. پلانتین، گوجه فرنگی، ذرت و بادنجان نیز استفاده می‌شود.

## غذاها و خوراک‌های رایج
- آتانگا که گاهی «کره بوته» نامیده می‌شود، میوه‌ای سفت است که جوشانده می‌شود و اغلب برای مالیدن روی نان استفاده می‌شود[۱]
- بینه، نوعی شیرینی سرخ‌شده، بسیار رایج است[۱]
- بروچت‌ها[۱]
- گوشت خشک، به ویژه در مناطق روستایی[۱]
- فوفو، غذایی که از کاساوای کوبیده شده تهیه می‌شود[۲]
- نیمبوه، مرغ با مغز نخل
- مرغ خردلی با سیر، پیاز و آبلیمو[۲]
- خورش‌های گوشتی[۲]
- غذاهای دریایی[۲]
- ماهی دودی[۲]
- موز پخته شده، پوشیده شده با خرده نان و سرو شده با خامه ترش و شکر قهوه‌ای[۲]
- گاری، آرد کاساوا که به عنوان فرنی تهیه می‌شود[۳]
- موز پختنی، کامل، خرد شده و له شده[۳]